# Lucie Němečková
Lucie Němečková je někdejší česká herečka, televizní hlasatelka a manažerka. Je manželkou výtvarníka Jaroslava Němečka, autora Čtyřlístku. S ním se seznámila na soukromém večírku a svého partnera oslovila tak intenzivně, že ji za dva týdny poté požádal o ruku. Její nastávající si ale nepřál mít za manželku herečku, a ta proto veškeré své divadelní aktivity ukončila a začala se starat o organizační věci kolem svého partnera, aby se mohl v klidu věnovat umělecké tvorbě.
Když pak před svatbou vyrazili v roce 1968 do Itálie, zaujaly je dětské komiksy, které plánovali přenést i do Československa. Vymysleli spolu partu zvířátek a dali jim jména. První číslo časopisu Čtyřlístek spolu vytvořili na své chalupě u Doks v roce 1969. Téhož roku číslo vyšlo, a to v třicetitisícovém nákladu.
Spolu mají jednoho syna Víta, který je otcem jejich vnučky Veroniky.